# HD 176269
HD 176269，又名CD-3713017，SAO 210815、HR 7169，是一颗恒星，视星等为6.69，位于銀經359.76，銀緯-17.73，其B1900.0坐标为赤經18h 54m 17.7s，赤緯-37° -17.73′ 56″。